# Acritus mexicanus
Acritus mexicanus är en skalbaggsart som först beskrevs av Lewis 1888.  Acritus mexicanus ingår i släktet Acritus och familjen stumpbaggar. Inga underarter finns listade i Catalogue of Life.